# Журавлиха (Алтайский край)
Журавли́ха — село в Первомайском районе Алтайского края России. Административный центр сельского поселения Журавлихинский сельсовет.

## География
Расположено в лесостепной зоне, на реке Журавлиха (правый приток Повалихи), в 62 км к северо-востоку от районного центра, города Новоалтайска, и железнодорожной станции Алтайская.
Климат
Климат континентальный. Продолжительность периода с устойчивым снежным покровом составляет 160-170 дней, абсолютный минимум температуры воздуха достигает -50 °C. Средняя температура января −19,9 °C, июля — +19 °C. Безморозный период длится 110–115 дней, абсолютный максимум температуры воздуха достигает +33-35 °C. Годовое количество атмосферных осадков – 360-440 мм. Преобладают ветра юго-западного направления.
Уличная сеть
В селе 6 улиц: Заречная, Молодежная, Новая, Строительная, Советская и Центральная .
Расстояние до
- районного центра Новоалтайск: 62 км;
- краевого центра Барнаул: 84 км.

Ближайшие населенные пункты
Новоберёзовка 5 км, Таловка 7 км, Лебяжье 8 км, Новоповалиха 11 км, Малая Повалиха 11 км, Степной 13 км, Первомайское 15 км, Северный 16 км Новокраюшкино 19 км.

## История
Село основано во время переселения крестьян из центральной России на Алтай. В Списках населённых мест Сибирского края указана дата образования села на реке Журавлиха — 1826 год. В 1920-х годах в селе был сельсовет, 1 лавка, изба-читальня. Число хозяйств по переписи 1926 года — 717, проживали 1717 мужчин и 1778 женщин. Преобладающая национальность — русские.
В 1920 году в 7 километрах от села Жилино образована коммуна «Крестьянин», в которой объединились 13 крестьянских хозяйств. В 1930-е годы коммуна была реорганизована, в селе в разное время работали колхозы «Коммунар», «Крестьянин», «Красный восход», «Трудовик», «Имени Микояна».

## Население
| 1997  | 1998  | 1999 | 2000 | 2001 | 2002 | 2003  |
| ----- | ----- | ---- | ---- | ---- | ---- | ----- |
| 1053  | ↘1011 | ↘992 | ↘980 | ↘979 | ↗984 | ↗1005 |
| 2004  | 2005  | 2006 | 2007 | 2008 | 2009 | 2010  |
| ↗1007 | ↘1006 | ↘944 | ↘929 | ↗940 | ↗945 | ↗960  |
| 2011  | 2012  | 2013 |      |      |      |       |
| ↘959  | ↘917  | ↘880 |      |      |      |       |

## Инфраструктура
- ЗАО «Журавлихинское» (смешанное сельское хозяйство, растениеводство в сочетании с животноводством, производство мяса и мясопродуктов).
- ООО «Агролен» (выращивание зерновых, технических и прочих сельскохозяйственных культур).
- ООО «Журавли» (выращивание зерновых и зернобобовых культур).
- Потребительский кооператив «Журавлихинское».
- МКОУ «Журавлихинская СОШ», культурно-досуговый центр «Журавлихинский».
- Почта, ФАП (филиал КГБУЗ «Первомайская ЦРБ им. А.Ф.Воробьёва»), сельская администрация[9][10].

Транспорт
Село соединяет с районным и областным центром федеральная автомагистраль М52 Чуйский тракт (Новосибирск—Бийск—Монголия) и сеть региональных автодорог. Ближайшая железнодорожная станция Алтайская находится в городе Новоалтайск.